# Imid

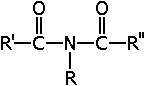
Imidgrupp

Imid är en i organisk kemi förekommande funktionell grupp bestående av två karbonylgrupper bundna till en primär amin eller ammoniak. Imider framställs ofta direkt från ammoniak eller den primära aminen och karboxylsyror eller aktiverade karboxylsyraderivat.
Imider är svaga syror. pKa för ftalimid är 10,4.

## Industriell användning
I kemisk industri används många imider som monomerer vid framställning av polyimider (ofta baseras dessa på aromatiska dikarboxylsyror). Den viktigaste imiden är ftalimid, den heterocykliska imiden av ftalsyra. Den används bland annat som intermediär vid framställning av ftalocyaninfärger. Några ftalimider är luminiscenta.

## Biokemisk förekomst
Imidfunktionaliteten finns i RNA-kvävebasen uracil och i DNA-kvävebasen tymin, och deltar i Watson-Crick-vätebindning, där karbonylsyrena agerar vätebindningsacceptorer och imidkvävet agerar vätebindningsdonator.

Ftalimid